# Angela Quaquero
Angela Quaquero (Cagliari, 11 giugno 1953) è una politica italiana, presidente ad interim della Provincia di Cagliari dal 2011 al 2013.

## Biografia
Dal 2005 è stata nominata Assessore provinciale alle Politiche Sociali, Famiglia e Immigrazione della Giunta guidata da Graziano Milia.
Nominata vice presidente, in seguito alla decadenza per ragioni giudiziarie del presidente Graziano Milia, ha assunto le funzioni di Presidente della Provincia il 29 dicembre 2011 e ha cessato il mandato il 30 giugno 2013.
Nel maggio del 2024, in occasione delle elezioni europee, viene candidata nella lista del Partito Democratico per la circoscrizione insulare.